# Peter Hussing
Peter Hussing (ur. 15 maja 1948  w Brachbach, zm. 8 września 2012 tamże) – zachodnioniemiecki bokser walczący w kategorii ciężkiej i superciężkiej, medalista olimpijski i mistrz Europy.

## Życiorys
Walczył w wadze ciężkiej (ponad 81 kilogramów), a po jej utworzeniu w superciężkiej (ponad 91 kg). Zdobył brązowy medal w wadze ciężkiej na mistrzostwach Europy w 1969 w Bukareszcie po przegranej w półfinale z późniejszym mistrzem Ionem Alexe z Rumunii. Na kolejnych mistrzostwach Europy w 1971 w Madrycie wywalczył w tej kategorii srebrny medal po zwycięstwach m.in. z Ionem Alexe i Ludwikiem Denderysem oraz porażce w finale z Władimirem Czernyszowem ze Związku Radzieckiego.
Na igrzyskach olimpijskich w 1972 w Monachium zdobył brązowy medal, przegrywając w półfinale z Teófilo Stevensonem z Kuby. Ponownie zdobył srebrny medal na mistrzostwach Europy w 1973 w Belgradzie, po porażce w finale z Wiktorem Uljaniczem z ZSRR.
Wystąpił na pierwszych mistrzostwach świata w 1974 w Hawanie, ale po wygraniu z Alexe przegrał przez nokaut w ćwierćfinale z Teófilo Stevensonem. Był jednym z faworytów mistrzostw Europy w 1975 w Katowicach, ale został znokautowany w ćwierćfinale przez późniejszego mistrza Andrzeja Biegalskiego. Dotarł również do ćwierćfinału igrzysk olimpijskich w 1976 w Montrealu, w którym pokonał go John Tate ze Stanów Zjednoczonych. Przegrał pierwszą walkę z Jürgenem Fanghänelem z NRD na mistrzostwach świata w 1978 w Belgradzie.
Hussing odniósł swój największy sukces na mistrzostwach Europy w 1979 w Kolonii zwyciężając w wadze superciężkiej po wygranej w finale z Ferencem Somodim z Węgier. Na mistrzostwach świata w 1982 w Monachium zdobył brązowy medal po wygraniu dwóch walk i przegranej w półfinale z Tyrellem Biggsem z USA. Ponownie dotarł do ćwierćfinału na igrzyskach olimpijskich w 1984 w Los Angeles, w którym pokonał go Aziz Salihu z Jugosławii. 
Peter Hussing był mistrzem RFN w wadze ciężkiej lub superciężkiej w latach 1969-1983 i 1985. Stoczył 439 walk amatorskich. Nigdy nie przeszedł na zawodowstwo.
Później pracował w budownictwie, a następnie w 2008 został burmistrzem swego rodzinnego miasta Brachbach. Angażował się w działalność społeczną. Organizował zawody kolarskie, by wspomóc leczenie dzieci chorych na nowotwór. W 2008 został odznaczony Medalem Zasługi RFN. Zmarł na raka w wieku 64 lat.